# Broadway Comics
Broadway Comics è stata una casa editrice statunitense di fumetti.
Iniziò le sue pubblicazioni nel 1995 per opera di Jim Shooter dopo che la sua precedente società, la Defiant Comics, aveva chiuso. Era una divisione della Broadway Video Entertainment, dei cui personaggi Shooter era comproprietario.
Nel 1996 la società madre fu venduta alla Golden Books, che fece rapidamente bancarotta. La Broadway Comics non aveva le infrastrutture o i mezzi necessari per continuare.
Broadway Comics partì con quattro serie: prima Powers that Be e poi le tre che ne derivarono, ovvero Star Seed, Fatale e  Shadow State. Più tardi ne vennero programmate numerose altre ma solo Knights on Broadway vide la luce prima che le pubblicazioni si interrompessero. La chiusura della società fu improvvisa e lasciò in sospeso tutte le storie tranne Fatale.
La continuity della Broadway, come nei due precedenti tentativi di Shooter, aveva luogo nel mondo reale e i personaggi erano perlopiù non inclini a vestire uniformi da supereroe. Una delle novità più interessanti che Shooter portò con la Broadway Comics fu il fumetto dentro al fumetto intitolato Blood S.C.R.E.A.M., parte della storia di Shadow State. Si trattava di un modo per ridicolizzare il lavoro di Rob Liefeld alla Image Comics a partire dal nome stesso del fumetto (l'opera più importante di quell'editore si chiamava Youngblood), per arrivare al titolo del primo arco narrativo, Image Isn't Everything (L'immagine non è tutto).

## Collane pubblicate
- Powers That Be (Titolo di anteprima)
- Babes of Broadway (fumetto One-shot composto di pin-up)
- Fatale
- Knights of Broadway
- Shadow State
- Star Seed